# هیو سو-گیونگ
هیو سو-گیونگ (۱۹۶۴ – ۳ اکتبر ۲۰۱۸) شاعر کره ای بود.

## زندگی
هیو سو-گیونگ در سال ۱۹۶۴ در جینجو، گیونگ سانگنام -دو به دنیا آمد. او در رشته ادبیات کره در دانشگاه ملی Gyeongsang تحصیل کرد. هیو اولین حضور ادبی خود را در بیست و سه سالگی در سال ۱۹۸۷ در مجله ادبیات عملی (Silchonmunhak 문학) با شعر خود نشان داد و اولین جلد شعرش را هیچ علوفه ای مانند غم نیست (슬픔만학) منتشر کرد). در سال ۱۹۹۲، او دومین جلد شعرش را تنها در خانه ای دور منتشر کرد (혼자 가는 먼 집). پس از انتشار این دو جلد شعر و تبدیل شدن به یک ستاره در صحنه شعر کره ای، کره را به‌طور ناگهانی به آلمان ترک کرد. زمانی که در آلمان بود، مدرک دکتری خود را در باستان‌شناسی خاور نزدیک در دانشگاه مونستر گذراند. او در سال ۲۰۰۳ با راینهارد دیتمن، باستان‌شناس آلمانی خاور نزدیک ازدواج کرد.

## سبک شعر
کتابخانه دیجیتال ادبیات کره در مورد کار او چنین اظهار نظر می‌کند:
او شعر خود را با غزل و تصاویر برگرفته از داستان‌ها و ترانه‌های سنتی کره ای آمیخته‌است و از این طریق شعر مدرن کره ای منحصر به فرد و عاری از تأثیر مدرنیستی غربی را خلق می‌کند.
در اشعار هیو، زندگی مبهم، پر از عذاب، و بی عشق است.

## مرگ
این شاعر در ۳ اکتبر ۲۰۱۸ بر اثر سرطان معده درگذشت.